# 山中亮輔
山中亮輔（1993年4月20日—），日本足球運動員，現效力日職球隊大阪櫻花，日本國家足球隊成員。

## 俱樂部生涯
山中亮辅出生于1993年4月20日，出自柏雷素尔青训，在2012年迎来了在日职联赛的首秀，在2014年被租借给千叶市原。2017年山中亮辅转会去到了横滨水手。2018年赛季他在前澳洲国家足球队主帅博斯特克格鲁的调教下进步明显，32场比赛打进4个进球及送出8次助攻。
根据日本媒体《日刊体育》的报道称，土超球队伊斯坦堡巴沙克舒希足球会已经向横滨水手后卫山中亮辅开出了报价，不过出于为球队考虑，这名后卫已经委婉拒绝了这一邀请。
浦和红钻官方宣布，横滨水手后卫山中亮辅转会加盟球队。

## 國家隊生涯
山中亮辅在2018年11月与吉尔吉斯的比赛中迎来首秀。在比赛第108秒时，他就为球队打进一球。这粒进球也是日本国家足球队历史上最快进球。
植田直通因为俱乐部的原因无法参加6月初国家队的友谊赛集训，浦和红钻的山中亮辅将顶替他今日本次国家队的大名单。 
山中亮辅还代表日本征战过U23亚洲杯，并且代表日本U23足球代表队出战过亚运会。

## 外部連結
- 山中亮輔 – FIFA國際賽競賽紀錄 (存檔)
- 日本職業足球聯賽中的山中亮輔 （日語）
- Profile at Yokohama F. Marinos （页面存档备份，存于）
- Profile at Kashiwa Reysol （页面存档备份，存于）
- 山中亮輔在 National-Football-Teams.com 上的出场纪录
- Soccerway資料庫：山中亮輔